# Drosera spatulata
Espèce
Classification phylogénétique
La Drosera spatulata est une espèce de plantes à fleurs du genre Drosera et de la famille des Droseraceae. C'est une plante carnivore originaire des marches occidentales de l'océan Pacifique.

## Origine
Cette espèce colonise les marais au sols tourbeux de climat tropical d'altitude dans les marches occidentales de l'océan Pacifique, de la Nouvelle-Zélande et de l'Australie au Japon, s'étendant à l'ouest jusqu'à Sumatra et la Péninsule Malaise.
Deux types de feuilles coexistent sur cette vaste zone :
- le type étroit cunéiforme ou spatulé de la forme Kanto.
- le type orbiculaire, à pétiole étroit et droit, des formes Nouvelle-Zélande et Kansaï.

## Description
La Drosera spatulata est une plante vivace, terrestre, dont il existe plusieurs formes et variétés. Sa taille varie entre 3 et 4 cm de diamètre.

### Feuilles
Les feuilles sont oblongues et disposées en rosette. La forme des feuilles change selon son aire d’origine et selon la forme de l’espèce en question.

### Fleurs
Les fleurs de la forme type sont d’un rose mauve magnifique avec le centre blanc translucide. Elles ne restent ouvertes qu’en plein soleil pendant quelques heures, voire quelques minutes. Pour obtenir les graines, il vaut mieux les polliniser avec un pinceau. Ensuite, il ne reste plus qu’à attendre que la capsule commence à s’ouvrir pour les récolter.

## Les formes

### La formeKanto
Cette forme, aux étroites feuilles cunéiformes, presque totalement couvertes de glandes pédonculées collantes, est présente du Sud-Est australien jusqu'au Japon central. Aussi en existe-t-il plusieurs variantes géographiques qui seront détaillées après une description générale de la forme type. La rosette a typiquement 25 à 40 mm de diamètre, avec d'étroites feuilles spatulées, au pétiole s'élargissant progressivement du centre de la rosette en un limbe ovale. Des poils blancs, non glanduleux couvrent l'envers de la feuille, particulièrement vers le centre.
La hampe florale, filiforme, modérément courbée à la base, est parsemée de poils blancs, clairsemés, et de rares et courts pédoncules glanduleux ; elle forme parfois une fourche près de l'apex, portant le nombre ordinaire de 5 fleurs, en racème unilatéral, à 20 fleurs. Les cinq sépales, de forme lancéolée à ovale, longs jusqu'à 2 mm, ont une extrémité pointue à arrondie, pouvant être irrégulièrement dentelée et une surface parsemée de glandes éparses pratiquement sessiles.
Le fait que les sépales restent couramment ouverts après la fermeture de la fleur, ne protégeant pas ainsi la maturation du fruit, constitue une intéressante caractéristique de cette forme. Les pétales sont blancs ou roses, obovales, long de 3 mm et généralement à extrémité tronquée. L'extrémité des segments du style est diversement divisée mais les graines sont identiques à celles de la forme Nouvelle-Zélande.

### La formeNouvelle-Zélande
Cette forme, originaire de la Nouvelle-Zélande, produit typiquement une rosette prostrée, large de 30 mm. Les feuilles ont un pétiole caractéristique, étroit, à bord droit, large de 2 mm, se terminant par un limbe presque circulaire où la quasi-totalité des glandes pédonculées sont regroupées. La forme des glandes périphériques est sphérique à ovoïde. Le dessous de la feuille présente une pubescence blanche, variable mais souvent clairsemée et inégale, non glanduleuse.
La hampe florale a typiquement une hauteur de 100 à 300 mm, pouvant se réduire à 30 mm chez une variante. Sa base forme une courbe faible à modérée avant de se redresser et présente généralement une faible pubescence blanche. Jusqu'à 20 fleurs naissent en racème unilatéral. Les cinq sépales, longs de 2 mm, sont oblancéolés à obovales avec un bord irrégulièrement denté, et couverts le plus souvent de petites glandes pratiquement sessiles.
Les cinq pétales blancs, déployés pendant quelques heures seulement, sont obovales, à extrémité souvent tronquée, et peuvent atteindre 4 mm de long. Aucune floraison rose n'est connue. Chaque fleur est invariablement pollinisée et produit des graines noires, ovoïdes, de 0,5 mm de long pour un diamètre maximum de 0,2 mm, ornées d'environ 10 rangées d'alvéoles allongées. Il existe de nombreuses variantes géographiques de cette forme.

### La formeKansaï= Drosera × tokaiensis
La forme Kansaï est originaire du Japon central, elle est issue d'une hybridation avec Drosera rotundifolia. En culture sa semence est si prolifique quelle peut devenir envahissante. Cette forme produit une rosette pouvant atteindre 35 mm de large, au limbe nettement spatulé. Le pétiole, glabre, étroit et aux bords droits, d'une épaisseur habituelle de 1,0 à 1,5 mm, se termine brusquement en un limbe presque circulaire regroupant la quasi totalité des glandes pédonculées piégeuses d'insectes.
Les glandes rouges des pédoncules les plus longs, situées en bordure, sont sphériques à légèrement ovoïdes. L'envers de la feuille présente, particulièrement au centre, une pubescence irrégulière, blanche et non glanduleuse.
Les hampes florales, à la base modérément à fortement courbée, sont munies de glandes éparses, à court pédoncule, et ont leur base garnie de rares poils plus longs et blancs, non glanduleux.
Les pétales sont toujours roses (Slack, 1980). Sépales et graines sont pratiquement identiques de ceux de la forme Kanto, toutefois on ne connaît pas à la forme Kansaï de fleurs à quatre styles. Les extrémités des segments des styles sont faiblement épanouies à légèrement bifurquées.

## Culture
Petit mais résistant, ce Drosera saura satisfaire aussi bien le débutant que l’amateur.
Substrat : 70 % de tourbe blonde + 20 % de sable non calcaire + 10 % de perlite.
Température : Entre 5 et 15 °C l'hiver et de 20 à 35 °C l'été.
Hygrométrie : de 60 à 80 %.
Arrosage : maintenir le sol humide toute l’année au moyen de la présence d’une soucoupe sous le pot, réduire et l'enlever en hiver.
Exposition : le plein soleil lui convient parfaitement, bien que vous pouvez la placer dans un endroit un peu moins ensoleillé.
Multiplication : Par semis, et division des rejets au printemps.
Parasite(s) et maladie(s) : pucerons et champignons.

## Observations
Elle ressemble vraiment a Drosera aliciae par sa forme, mais les feuilles se colorent de rose/rouge en plus des poils contrairement à sa cousine. Petit à petit, elles grossissent et prennent de belles couleurs rouges. La croissance ne se fait pas de la même vitesse suivant les pousses.

## Alimentation
Une étude publiée en 2024, démontre l'action bénéfique de l'espèce de champignon Acrodontium crateriforme dans le processus de pré-digestion des proies capturées par Drosera spatulata et plusieurs autres espèces appartenant au genre Drosera (Drosera rotundifolia, Drosera anglica, Drosera intermedia).